# Iurla
Iurla (en rus: Юрла) és un poble del krai de Perm, a Rússia, que en el cens del 2010 tenia 4.094 habitants. Es troba al marge del riu Lopva.